# Polen op de Paralympische Winterspelen 2014
Polen was een van de landen die deelnam aan de Paralympische Winterspelen 2014 in Sotsji, Rusland.

## Deelnemers en resultaten
(m) = mannen, (v) = vrouwen 

### Alpineskiën
| Paralympiër                         | Onderdeel                            | Resultaat | Prestatie         |
| ----------------------------------- | ------------------------------------ | --------- | ----------------- |
| Maciej Krezel Gids: Anna Ogarzynska | Super G, visueel beperkt (m)         | DSQ       | Gediskwalificeerd |
| Maciej Krezel Gids: Anna Ogarzynska | Slalom, visueel beperkt (m)          | 5e        | 1:49.94           |
| Maciej Krezel Gids: Anna Ogarzynska | Supercombinatie, visueel beperkt (m) | 5e        | 2:22.58           |
| Maciej Krezel Gids: Anna Ogarzynska | Reuzenslalom, visueel beperkt (m)    | 9e        | 2:42.64           |
| Igor Sikorski                       | Slalom, zittend (m)                  | 13e       | 2:23.55           |
| Igor Sikorski                       | Reuzenslalom, zittend (m)            | DSQ       | Gediskwalificeerd |
| Andrzej Szczesny                    | Super G, staand (m)                  | DNF       | Niet gefinisht    |
| Andrzej Szczesny                    | Slalom, staand (m)                   | 10e       | 1:50.35           |
| Andrzej Szczesny                    | Supercombinatie, staand (m)          | DNF       | Niet gefinisht    |
| Andrzej Szczesny                    | Reuzenslalom, staand (m)             | 22e       | 2:52.13           |
| Rafal Szumiec                       | Slalom, zittend (m)                  | DNF       | Niet gefinisht    |
| Rafal Szumiec                       | Reuzenslalom, zittend (m)            | 20e       | 3:14.44           |

### Biatlon
| Paralympiër    | Onderdeel            | Resultaat | Prestatie       |
| -------------- | -------------------- | --------- | --------------- |
| Kamil Rosiek   | 7.5 km, zittend (m)  | 13e       | 24:00.7 pen.: 1 |
| Kamil Rosiek   | 12.5 km, zittend (m) | 13e       | 40:25.0 pen.: 3 |
| Kamil Rosiek   | 15 km, zittend (m)   | 17e       | 51:39.7 pen.: 4 |
| Witold Skupien | 7.5 km, staand (m)   | 19e       | 25:01.6 pen.: 7 |
| Witold Skupien | 12.5 km, staand (m)  | 16e       | 36:54.4 pen.: 9 |
| Witold Skupien | 15 km, staand (m)    | 18e       | 51:45.2 pen.: 8 |

### Langlaufen
| Paralympiër                 | Onderdeel                  | Resultaat | Prestatie   |
| --------------------------- | -------------------------- | --------- | ----------- |
| Kamil Rosiek                | 1 km sprint, zittend (m)   | 16e       | 2:23.90 (Q) |
| Kamil Rosiek                | 12,5 km, zittend (m)       | 17e       | 34:36.9     |
| Kamil Rosiek                | 15 km, zittend (m)         | 11e       | 45:13.1     |
| Witold Skupien              | 1 km sprint, staand (m)    | 18e       | 4:10.33 (Q) |
| Witold Skupien              | 10 km, staand (m)          | 20e       | 27:02.5     |
|                             |                            |           |             |
| Kamil Rosiek Witold Skupien | 4 x 2.5 km, estafette open | 6e        | 28:01.6     |

### Snowboarden
| Paralympiër     | Onderdeel          | Resultaat | Prestatie |
| --------------- | ------------------ | --------- | --------- |
| Wojciech Taraba | Snowboardcross (m) | 15e       | 2:02.17   |